# Andrea Truocchio
Andrea Truocchio (Pescia, 10 febbraio 2000) è un pallavolista italiano, centrale del Padova.

## Carriera

### Club
La carriera di Andrea Truocchio inizia nella giovanili del Modena, venendo promosso in prima squadra in Superlega a partire dalla stagione 2018-19. Nell'annata 2020-21 si accasa all'Emma Villas, in Serie A2: milita nella stessa divisione anche per la stagione 2021-22 difendendo i colori della New Mater e in quella 2022-23 con la Lupi Santa Croce.
Per il campionato 2023-24 ritorna in Superlega grazie all'ingaggio da parte del Padova.

## Nazionale
Nel 2025 ottiene le prime convocazioni nella nazionale italiana, con cui, nello stesso anno, vince la medaglia di bronzo ai XXXII Giochi mondiali universitari estivi.

## Palmarès

### Nazionale (competizioni minori)
- Giochi mondiali universitari estivi 2025